# اینفوسیس
اینفوسیس (به انگلیسی: Infosys)یک شرکت هندی است که در سطح بین‌الملل خدمات مشاوره‌ای اقتصادی، تکنولوژی اطلاعات و مهندسی فعالیت می‌کند. شعبه اصلی این شرکت در بنگلور هند واقع شده‌است.

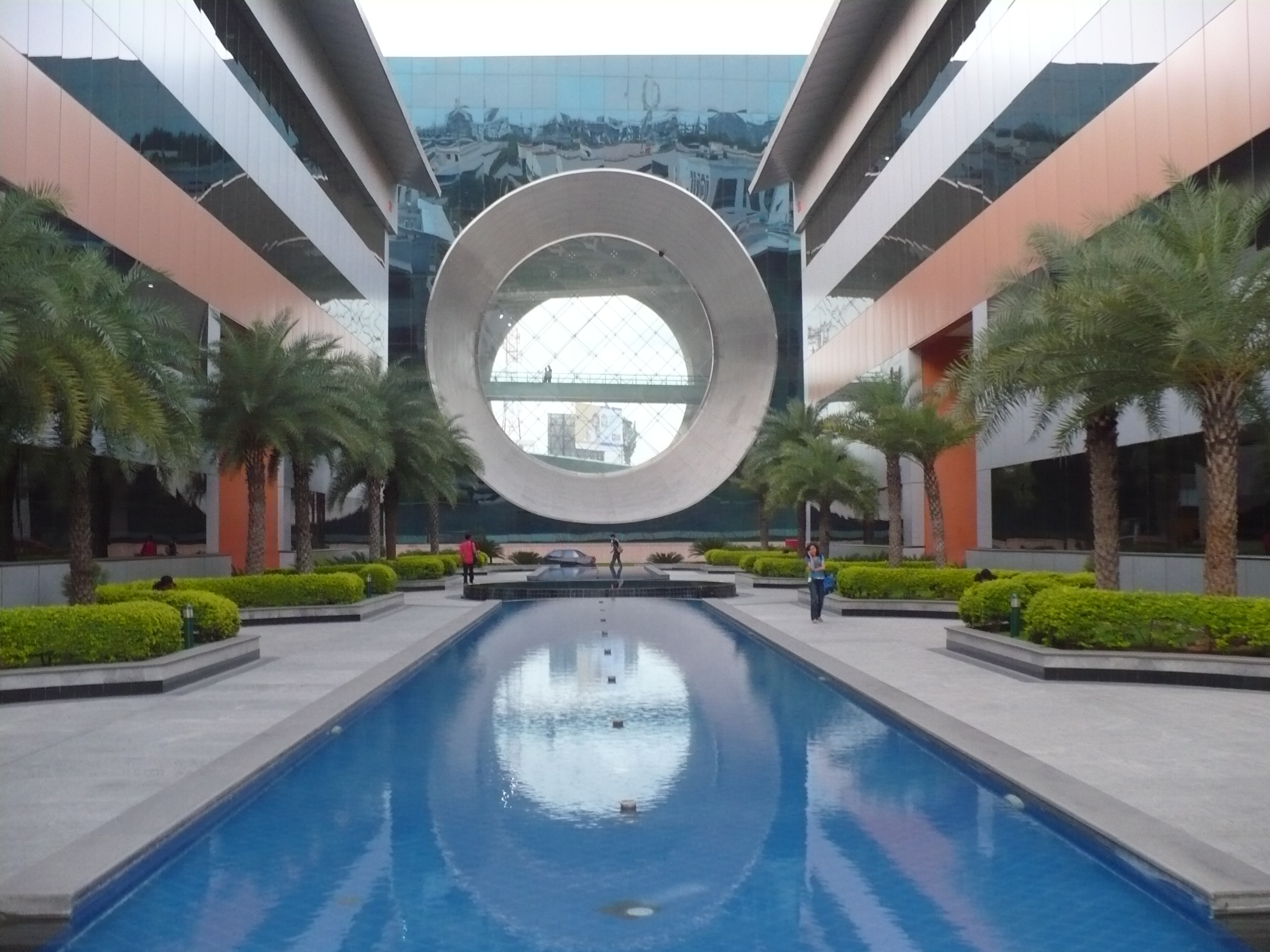
مقر اینفوسیس در بنگلور